# 曼加利察猪

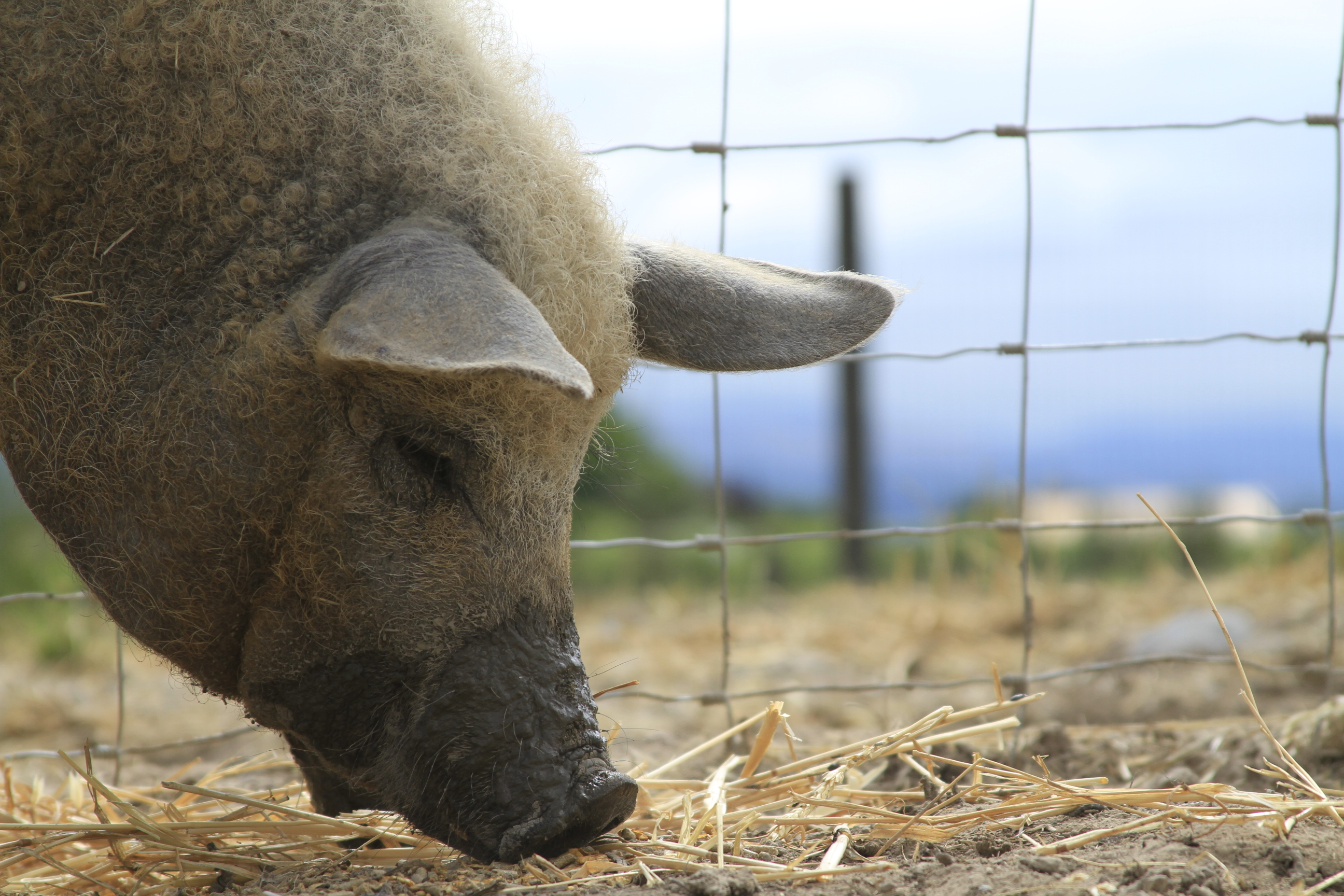
北加利福尼亚州Winkler Wooly猪场的一头麻色曼加利察猪正在进食

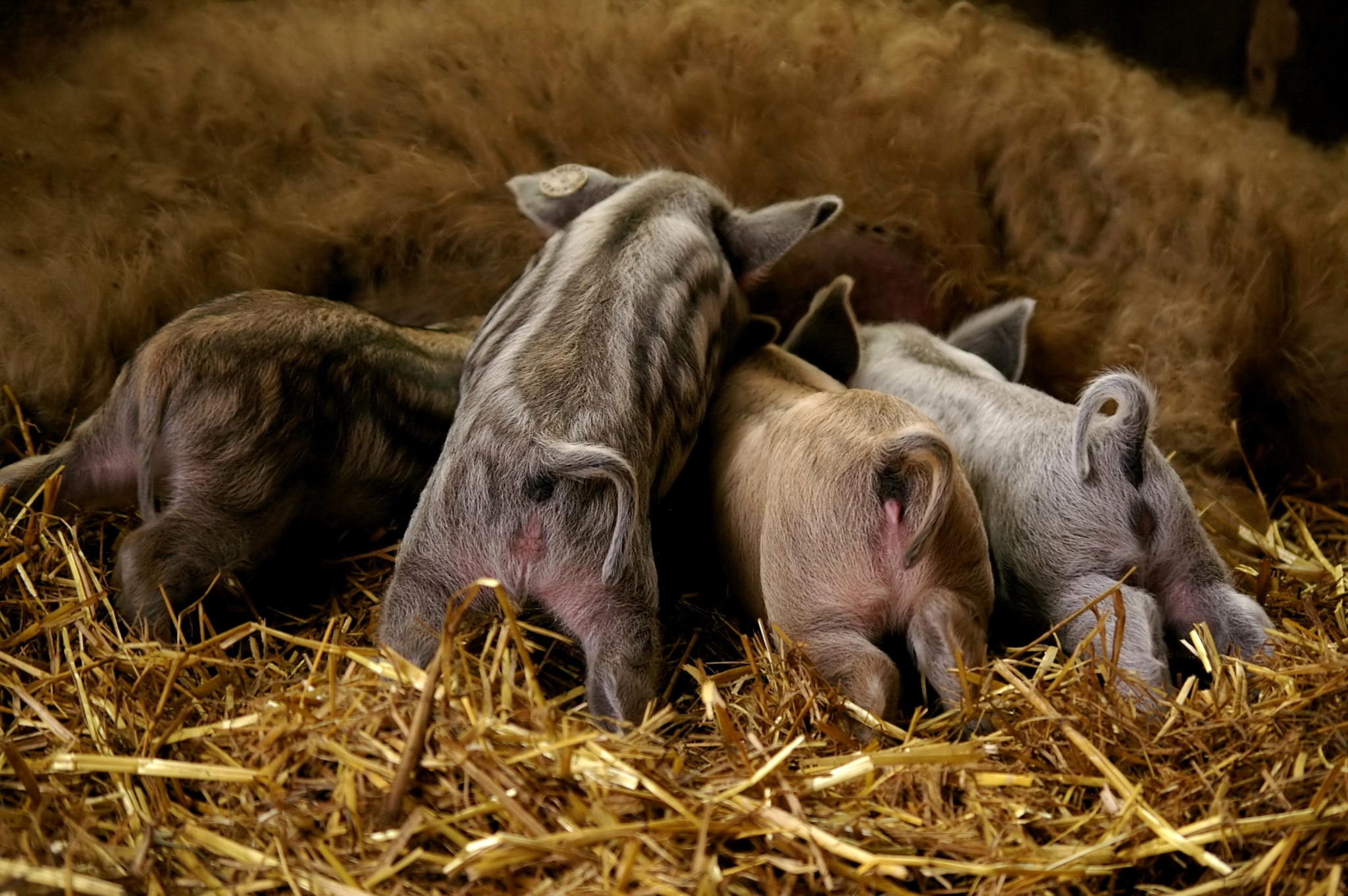
德国明斯特的曼加利察仔猪（约1月龄）

曼加利察豬，匈牙利家豬品種。

## 历史
麻色的曼加利察猪由原有的匈牙利猪种（Bakonyi 和Szalontai ）和匈牙利的匈牙利野猪（Hungarian Wild Boar）品种杂交（1833年）（后来和Alföldi 之类的猪杂交）。19世纪初，匈牙利对猪进行了改良。新的“脂肪型”猪生长速度快，且容易饲养，在匈牙利得到了流行。1927年，全国脂肪型种猪育种协会（Mangalicatenyésztők Országos Egyesülete ）成立，目的是改良这一品种。直到1950年，曼加利察猪都是该地区最为重要的猪品种（1943年，全匈牙利有30,000头）。随着食品运输的便利和冰箱的出现，曼加利察猪的受欢迎程度和群体大小都开始减少。如今，曼加利察猪的饲养已经成为一种流行的爱好。目前在匈牙利有超过7000头的曼加利察猪，每年提供约60000头肉猪。
2006年3月，英国从奥地利进口17头曼加利察猪。这些猪在英国养猪协会（British Pig Association，BPA）注册，系谱记录于BPA曼加利察猪系谱中。三头曼加利察猪饲养于埃塞克斯郡的热带羽翼动物园（Tropical Wings zoo）。
燕腹（Swallow-bellied）的曼加利察猪是由麻色曼加利察猪和已经灭绝黑色品种杂交而成。
2007年，美国Wooly Pigs公司进口了24头燕腹曼加利察猪母猪和公猪到美国。
2010年，密西根州的Pure Mangalitsa首次进口麻色的曼加利察猪到美国。

## 饲养管理
曼加利察猪的瘦肉量很少，已经逐渐被现代家猪品种所替代。通常使用野生牧草，辅以农场生产馬鈴薯和南瓜进行饲喂。
香肠是这种猪制作的主要产品，通常使用猪的十二指肠进行包装。使用盐、胡椒、甜辣椒及其它香料对肉末进行调味。通常切片和腌菜一起食用。猪肉也可以同泡菜、馬鈴薯等一起炖作为配菜。农民也会熏制火腿。新鲜的猪肉味道浓而多汁。乳猪则肉质鲜美。
在英国，这一品种通常进行放养，并饲喂标准的母猪及断奶猪颗粒料。这种饲料的质量和蛋白质水平更高，会使猪长得稍微更大一些。
在匈牙利，多数曼加利察猪在半集约化或集约化的情况下饲养。
曼加利察猪全年都可以很好地在户外的庇护所带养仔猪（出生时身上和野猪一样有着条纹），不需要额外的热源及光照。
曼加利察猪屠宰体重通常在12个月以上。曼加利察猪的猪肉在匈牙利较为常见。匈牙利农民每年生产约60,000头猪。

## 品种
曼加利察猪一共有三种：麻色、燕腹和红色，唯一的区别就是颜色。麻色曼加利察猪就是麻色。燕腹（原为麻色曼加利察猪与已经灭绝的黑色曼加利察猪杂交而成）的腹部为麻色而蹄部和身体为黑色。红色曼加利察猪（麻色曼加利察猪与Szalonta杂交而成）为生薑色。
其它的纯种猪（黑色、狼猪和巴里斯猪）已经灭绝，虽然匈牙利正在讨论从混合品种进行选择重新培育。